# Glycosia alboguttata
Glycosia alboguttata är en skalbaggsart som beskrevs av Moser 1908. Glycosia alboguttata ingår i släktet Glycosia och familjen Cetoniidae. Utöver nominatformen finns också underarten G. a. ruficollis.